# Džidžikovac
Džidžikovac (v srbské cyrilici Џиџиковац) je lokalita v bosenské metropoli Sarajevu, oficiálně osídlené místo (bosensky naseljeno mjesto). Nachází se severně od Velkého parku a bývalého obchodního domu Sarajka (dnes BBI Centar), na severním svahu údolí řeky Miljacky, okolo ulice stejného názvu. Název této lokality je tureckého původu.
V této místní části Sarajeva se nachází rozsáhlý modernistický obytný komplex, který je od roku 2008 památkově chráněný. Jedná se o řadu modernistických domů, které byly vybudovány hned několik let po skončení druhé světové války, dokončeny byly roku 1948. Osm bloků o rozměrech 25x10 m je orientováno ve směru západ-východ, mezi sebou mají rozestupy o délce 10 m a jsou odděleny zelení.
V této lokalitě se rovněž nachází budova rakouského velvyslanectví, kterou navrhl český architekt Karel Pařík.